# Jobinia umbellata
Jobinia umbellata är en oleanderväxtart som först beskrevs av Henry Hurd Rusby, och fick sitt nu gällande namn av Liede och Meve. Jobinia umbellata ingår i släktet Jobinia och familjen oleanderväxter. Inga underarter finns listade i Catalogue of Life.